# Трипале (Пиза)
Трипале је насеље у Италији у округу Пиза, региону Тоскана.
Према процени из 2011. у насељу је живело 124 становника. Насеље се налази на надморској висини од 79 м.